# Херенталс
Хѐренталс (на нидерландски: Herentals, Произн. на нидерландски: [[:en:WP:IPA for Dutch|ˈɦeːrən̪t̪ɑl̪s̪]]) е град в северна Белгия, окръг Тьорнхаут на провинция Антверпен. Населението му е около 26 100 души (2006).

## География
Херенталс е главният град на географската област Кемпен. Разположен е на канала Албер, на 16 km югозападно от град Тьорнхаут. Площта на общината е 48,56 km². Днес градът включва и подобщините Моркховен и Нордервейк.

## Култура
Сред архитектурните забележителности на града са църквата „Света Валдетруда“, сградата на общината и старите градски порти Бовенпорт и Зандпорт. В Херенталс се намира и хидротехническия музей „Хидроду“.